# 1936
Évszázadok: 19. század – 20. század – 21. század
Évtizedek: 1880-as évek – 1890-es évek – 1900-as évek – 1910-es évek – 1920-as évek – 1930-as évek – 1940-es évek – 1950-es évek – 1960-as évek – 1970-es évek – 1980-as évek
Évek: 1931 – 1932 – 1933 – 1934 –  1935 – 1936 – 1937 – 1938 – 1939 – 1940 – 1941

## Események

### január
- január 1. – Németországban megtiltják, hogy zsidó származásúak 45 évnél fiatalabb „német vérű” szolgálólányokat alkalmazzanak.[1]
- január 7. – Az általános lengyelországi amnesztia törvény értelmében több mint húszezer politikai fogoly kap kegyelmet.
- január 12. – II. Károly román király Belgrádba érkezik Pál jugoszláv régensherceg meghívására. Cél: a két ország politikai szövetségének erősítése.
- január 15. – 
  - Az abesszíniai háború során, a déli harctéren Graziani háromnapos csata során visszaszorította a Dolo környékén felvonuló abesszin csapatokat.[2]
  - A londoni tengerészeti értekezleten Japán visszahívja megbízottjait a tárgyalásokról, amikor kiderült az Egyesült Államok és Anglia nem járul hozzá a velük egyenlő nagyságú flotta tartási jogához.[2]
- január 16.
  - Prágában Osztrák-cseh tárgyalások kezdődtek a gazdasági kapcsolatok fejlesztéséről. A felszíni tárgyalásokon túl Schuschnigg osztrák kancellár az Anschluss ellen Csehszlovákiához és a kisantanthoz való közeledésben keres kapcsolatot.[2]
  - Berlinben magyar-német gazdasági tárgyalások kezdődtek, a magyar Winchkler kereskedelmi miniszter és a német kormány tagjai között.[2]
- január 17. – A Brit külügyminiszter, Eden Warwickban beszédet mond, amelyben egyebek közt kifejti: „…csak az együttes békerendszer állíthatja meg a fegyverkezést”.[2]
- január 20.
  - V. György brit király néhány napos betegségét követően elhunyt.[2]
  - Napokon át izgalomba tartja a lakosságot Budapesten, a Budai Várhegy vérmezői lejtőjének csuszamlása, amely számos nagy épületet összeomlással fenyeget.[3]
- január 22. – Franciaországban a radikális párt meghatározó minisztere Herriot lemond, majd nyomában három másik miniszter is. Az események végén a Laval-kormány bejelenti lemondását.[2]
- január 24.
  - Sarraut alakít kormányt Franciaországban, aki főképp a radikálisokra, és a Flandin-csoportra támaszkodik. Az eddigi kormányzáshoz képest a szankciók terén Angliához való közeledés valósul meg.[2]
  - Az abesszíniai háború során az északi harctéren nagyarányú támadást intéz az abesszin haderő, az olasz csapatok időről-időre visszaverik a támadásokat.[2]
- január 26. – Görögországban általános választásokat tartanak, amely során egyetlen párt sem szerez mandátum-többséget a másikkal szemben, sem Venzielosz, sem pedig ellenzői.[2]
- január 28.
  - Angliában ünnepélyes külsőségek közepette eltemetik V. György brit királyt.[2]
  - Egyiptomban, az Anglia ellen tüntető a kairói diákok zavargásai véres utcai harcokba torkollnak.[2]
- január 31.
  - Franciaországban 361 : 165 arányban a kamara bizalmat szavaz a Sarraut-kormánynak.[2]
  - A Szlovák Nemzeti Tanács Genfben jegyzékkel tiltakozik egyes felvidéki katonai repterek kialakítása ellen, amelyet véleményük szerint a csehszlovák kormány a szovjet légiflotta hadműveleteinek kiszolgálására épít.[2]

### február
- február 4. – Kommunista szervezkedés vádjával letartóztatják Budapesten dr. Weil Emil orvost.[3]
- február 5. – Kánya Kálmán külügyminiszter nyilatkozatában a Duna-völgy rendezését az abesszín háború befejezéséhez köti.[4]
- február 8–15. – Milan Hodža csehszlovák miniszterelnök Párizsban tárgyal a dunai államok együttműködését szorgalmazó ún. Hodža-tervről.[5]
- február 10. – Makale térségében lévő olasz állásokat támadják az abesszin erők Etiópiában.[4]
- február 11. – Megkezdi a francia parlament a szovjet-francia kölcsönös segélynyújtásról szóló szerződés tárgyalását; a jobboldali pártok ellenzik.[4]
- február 12. – Ítéletet hirdetnek az ún. marseille-i perben. I. Sándor jugoszláv király, és Louis Barthou külügyminiszter meggyilkolásával vádolt három személyt életfogytig tartó kényszermunkára ítélik.[4]
- február 13. – Bainville jobboldali politikus temetésekor elhajtó Léon Blum szocialista vezér autóját feltartóztatják, és durván bántalmazzák a politikust. (A kormány gyors intézkedésként feloszlatta az Action Française szervezetét.)[4]
- február 16. – Spanyolországban az általános választásokon a baloldali pártok döntő győzelmet aratnak. A választási győzelem kapcsán több városban zavargások kezdődnek, melyek napokig elhúzódnak.[4]
- február 17. – „Magyarországnak a békeszerződések semmiféle megváltoztatását nem engedhetjük meg. Tökéletes határvonalat nem lehet megvonni” – nyilatkozza II. Károly román király a The Daily Telegraphnak adott interjújában.[4]
- február 19. – Spanyolországban lemond a Valladares-kormány, s nem sokkal később Manuel Azaña baloldali kormányt alakít.[4]
- február 22. – Közel 50 000 (!) politikai fogoly kerül szabadlábra a spanyol általános politikai amnesztia következtében.[4]
- február 26. – Japán hadsereg Harmadik Gyalogezredének néhány egysége fellázad, és minisztériumokat foglalnak el a fővárosban. Meggyilkolják Saito grófot, a volt miniszterelnököt, és több más regnáló miniszter mellett Takahasi pénzügyminisztert is.[4]
- február 27. – A Francia kamara jelentős szavazat többséggel elfogadja a szovjet-francia szerződést.[4]

### március
- március 1.
  - Angliában VIII. Eduárd brit király trónra lépése kapcsán rádiószózatot intéz a birodalom népéhez.[6]
  - Az Amerikai Egyesült Államokban befejeződik a Hoover-gát építése.
- március 2–16. – A lengyelországi Łódźban 130 ezer textilmunkás sztrájkol.[7]
- március 5. – Strahemberg herceg, Ausztria alkancellárja Rómába utazik, ahol Mussolinivel tárgyal.[6]
- március 7. – 
  - Jugoszláviában, a szkupstinában Arnautovics képviselő három revolverlövéssel sikertelen merényletet hajt végre Milan Stojadinović jugoszláv kormányfő ellen. (A merénylőn kívül, több Jeftics-párti képviselőt is letartóztatnak.)[6]
  - A német hadsereg bevonul a demilitarizált Rajna-vidékre. Ezzel egy időben Adolf Hitler feloszlatja a birodalmi gyűlést és az új választásokat március 29-re tűzi ki.[6]
- március 8. – Franciaországban rádiószózatot mond Sarraut miniszterelnök, amelyben kifejti, hogy Németország elfogadhatatlan ürüggyel felrúgja a nemzetközi egyezményeket. Kijelenti, Hitler egy éven belül kétszer tagadta meg kijelentéseit, ezért hiteltelen politikus, akivel nemkívánatos tárgyalni.[6]
- március 9. – A Brit alsóház ülésén Eden külügyminiszter elítélte a rajnai megszállást. „A nyugat-európai béke egyik fontos alapját megsemmisítették” ugyanakkor hozzátette: „nincs indok, hogy a német lépésből fenyegetést lehetne kiolvasni”.[6]
- március 10. – A locarnói egyezmény megsértése ügyében a tagállamok Párizsban értekeznek. A Hitlerrel szimpatizáló Olaszország semleges magatartást tanúsít.[8]
- március 17. – Németország felmondja a locarnói egyezményt, folytatja, s befejezi csapatai bevonulását az addig demilitarizált Rajna-vidékre.
- március 27.-
  - Milan Hodža csehszlovák miniszterelnök megbeszéléseket folytat a Hlinka-féle Szlovák Néppárt képviselőivel a párt kormányba lépéséről, de az önálló szlovák kormány követelése miatt a tárgyalások nem vezetnek eredményre.[5]
  - Romániában új közigazgatási törvény lép életbe, amely korlátozza a kisebbségi nyelvhasználatot (városi tanácsok feloszlatását helyezi kilátásba, a kisebbségi nyelvhasználat esetén).
- március 28. – Botrány tör ki egy hibás indítás miatt a budapesti ügetőpályán. A közönség áttörve a korlátokat megakadályozta a további indításokat. A rendőrség nagy erőkkel vonul a helyszínre.[9]

### április
- április 1. – Ausztriában elfogadja a parlament az új hadkötelezettség törvényt, amelyet Schuschnigg kancellár nyújt be. (A törvény értelmében „18-42 év között az ország mindkét nembeli állampolgára fegyveres, vagy fegyveren kívüli szolgálatra behívható”.)[10]
- április 6. – A kisantant három tagországa nagyköveteik útján tiltakozásukat jelentették be az osztrák kormánynál az egy héttel korábban bevezetett általános hadkötelezettség miatt, szerintük felborítja a térség katonai egyensúlyát.[11]
- április 10. – Sir Austin Chamberlain kétnapos tárgyalásra Prágába érkezik Edvard Beneš meghívására.
- április 17. – A török kormány bejelenti, kezdeményezi a felségjogát korlátozó intézkedések feloldását, a Dardanellák semlegesítését aláíró hatalmaknál.[12]
- április 17. – Palesztinában zavargások kezdődnek, amikor Tel-Avivban, Jaffában, és Jeruzsálemben zsidó lakosokat támadnak arabok.[12]
- április 20. – Palesztinában ostromállapotot hirdetnek, amely a helyzet enyhüléséhez vezet.[12]
- április 23. – Lengyelország miniszterelnöke, Koscialkowsksi megkezdi Budapesti tárgyalásait.[12]
- április 26. – Franciaországban a képviselő választásokon a baloldali népfront többséget szerzett.[13]
- április 27. – Abesszíniai háború során az eddig veretlen Rasz Nasibu csapatai felett is győzelmet arat az olasz haderő több napos csata után.[13]
- április 28. – Fuád Egyiptom uralkodója elhunyt. (Utóda I. Faruk király, az Angliában nevelkedő ekkor 16 éves király apja halálhírére érkezik vissza Egyiptomba.)[13]
- április 29. – Romániában feloszlatják az ipartestületeket. (Vagyonukat az állam veszi át, s az ún. munkakamarákba olvasztja.)[14]

### május
- május 1. – Az abesszíniai háború végső szakaszába ér, amikor Hailé Szelasszié császár elhagyja családjával és kíséretével a fővárost, Addisz-Abebát, ahol ezt követően zavargások kezdődnek.[13]
- május 2. – Egyiptomi választásokat döntő fölénnyel a szélsőséges nacionalista párt, a Wafd-párt nyeri.[13]
- május 3. – Rómában Benito Mussolini nagygyűlésen jelenti be Addisz-Abeba elfoglalását. („A mi békénk a Pax Romana, amely abban a visszavonhatatlan és végleges tényben nyilvánul meg: Abesszínia az olaszoké” - mondta Duce.)[13]
- május 6. – Angliában, az alsóház külügyi vitájában Eden külügyminiszter beismeri, hogy a Népszövetség az abesszin kérdésben csődöt mondott.[13]
- május 9. – Olaszországban Benito Mussolini a Palazzo Venezia erkélyéről bejelenti, hogy Abesszinia az olasz királysághoz „csatlakozott”.[13]
- május 10. – Egyiptomban wafd-párti kormány alakul Nahasz-pasa elnöklésével.[13]
- május 11.
  - A Népszövetség tanácsa zárt ülésen tárgyalja az olasz agresszió kérdését Abesszíniával szemben.[13]
  - A pápa Budavár visszafoglalásának 250-dik évfordulója kapcsán szózatot intéz a magyar nemzethez, amelyben egyebek mellett a kommunizmus veszélyéről beszél.
- május 15. – Lengyelországban lemond a Koscialkowski-kormány, és Skladkowski tábornok alakít kormányt. (Az új kormányban egyedül Beck külügyminiszter maradt a korábbi posztján.)[15]
- május 23. – Ausztriában a nemzeti szocialisták egy különítménye feltöri Starhemberg herceg wachsenberg-i kastélyát, mert ott tárolt fegyvereket kívántak rabolni. (A helyszínre érkező rendőri osztagok rövid tűzharc után elfogják a támadókat.)[15]
- május 28. – Hóman Bálint Magyarország regnáló kultuszminisztere Berlinbe utazik a magyar-német szellemi és kulturális egyezmény aláírása végett. (Rövid megbeszélést folytat egyebek mellett Adolf Hitler kancellárral.)[16]

### június
- június 4. – Franciaországban Albert Sarraut kormányának lemondása után, megalakul a választásokon győztes Léon Blum vezette kormány,[16] miközben tart az általános sztrájk.
- június 5.
  - Angliában a volt külügyminisztert, Sir Samuel Hoare-t kinevezik a tengernagyi hivatal első lordjává.[16]
  - Ausztriában megjelennek a kötelező katonai besorozási falragaszok,[16] ami több szomszédos tagállamban is riadalmat kelt.
- június 8.
  - Franciaországban a Léon Blum vezette új kormány közvetítésével megegyezés születik a munkaadók és a sztrájkolók között.[16]
  - Romániában, Bukarestben a Kisantant államfői tiszteletére rendezett díszszemlén összeomlik egy dísztribün a nézők alatt több mint száz halott, sok sebesült.[16]
- június 9. – Olaszországban kormányátalakítás következtében Galeazzo Ciano gróf, Benito Mussolini veje lesz a külügyminiszter a lemondott Suvich helyett.[16]
- június 10. – Lengyelországban Eugeniusz Kwiatkowski miniszterelnök-helyettes meghirdeti az ún. négyéves beruházási tervet, melyet 1936. július 1. és 1940. június 30. között kell végrehajtani. (A tervet 1939. márciusára befejezik. Ezen ipari beruházások közül a legjelentősebb a kis-lengyelországi központi iparkörzet – Kielce és Lublin vajdaságok –, illetve Krakkó és Lwów egy része.)[7]
- június 11–13. – A német központi bank elnökének jugoszláviai látogatása. (Egyre szorosabb gazdasági kapcsolatok a két ország között.)[17]
- június 15.
  - A jugoszláv királyi család látogatást tesz Montenegróban. Több-száz fős tömeg petíciót szeretne átadni a szegénység felszámolása érdekében, de fegyveres erők oszlatják fel a csoportosulást.[18]
  - Budapesten elsüllyed egy BSZKRT-dolgozókat szállító kiránduló hajó. (Tizenketten vesztik életüket.)[19]
- június 18. – Franciaországban a kormány elrendeli a félkatonai alakulatok és szervezetek azonnali felszámolását.[16]
- június 19. – Kánya Kálmán magyar külügyminiszter bejelenti, hogy Magyarország megkezdi a nemzetközi jogvédelmi eszközök igénybevételét, a Csehszlovákiában élő magyar kisebbségeket érő rendszeres jogsérelem miatt.[16]
- június 21. – Csehszlovákiában a magyar Országos Keresztényszocialista Párt és a Magyar Nemzeti Párt Egységes Magyar Párt néven egyesül, melynek elnöke Jaross Andor és az ügyvezető elnöke Esterházy János.[5]
- június 23. – Franciaországban Léon Blum bejelenti, hogy „Franciaország egynek érzi magát Lengyelországgal, Belgiummal, és a Kisantanttal. Keresi az őszinte megegyezés alapjait Németországgal”. (Gyakorlatilag a francia külpolitikai helyét jelöli ki ez a beszéd, a későbbi háború egyik előhangjaként.)[20]
- június 25. – Csehszlovákiában Kamil Krofta miniszterelnök éles hangon visszautasította Kánya Kálmán magyar külügyminiszter vádjait, a magyar kisebbségeket ért sorozatos jogtiprásokat tagadva.[21]
- június 27. – Az Egyesült Államokban a demokrata párt bejelenti ismételten Franklin D. Rooseveltet jelöli elnöknek.[21]

### július
- július 1. – A Népszövetség rendkívüli háromnapos közgyűlésen elveti a megtorlásokat Olaszországgal szemben, Abesszínia elfoglalása miatt. Ugyanakkor nem ismeri el Olaszország afrikai hódítását.[21]
- július 2. – A német keresztényszocialisták belépnek a csehszlovák kormánykoalícióba.[5]
- július 3.
  - A Népszövetség rendkívüli ülésén megjelenik Etiópia elűzött császára, Hailé Szelasszié és országának szabadságát követeli. (Olasz újságírók a karzatról hangosan zavarják a császár beszédét. A becsmérlő szavakkal tüntetőket kivezetik az ülésteremből.)[21]
  - A Népszövetség közgyűlése idején az épület előtt Stefan Lux csehszlovák művész, újságíró agyonlőtte magát, a német zsidóüldözések ellen való tiltakozásul.
  - Angliában tárgyal Fabinyi Tihamér magyar pénzügyminiszter a brit kormány tagjaival, valamint a Népszövetség megbízottjaival egy esetleges népszövetségi kölcsön tárgyában.
- július 4.
  - Bulgáriában Georgi Kjoszeivanov vezetésével új kormány alakul.[21] (Borisz cár rádióbeszédében kilátásba helyezi az őszi választásokat, amely visszatérés lenne a parlamentáris alapokhoz.)
  - A Népszövetség július 15-ei hatállyal felfüggeszti Olaszországgal szemben eddig alkalmazott szankciókat.[21]
  - Winchkler István magyar kereskedelmi miniszter sikeres tárgyalási körútja végén az olasz kormány is aláírja, a magyar búzafelesleg átvételéről szóló dokumentumot, hasonlóan Ausztriához, Svájchoz, Hollandiához és Belgiumhoz.[22]
- július 6. – A francia kamara elfogadja a hadianyag gyártás államosításának törvényét.[23]
- július 11. – Német–osztrák egyezmény, melynek nyilvános részében az osztrák kormány kötelezettséget vállal, hogy „Ausztria német államnak vallja magát”. (A megállapodás bizalmas részében kijelenti, miszerint kész külpolitikáját „a német kormány külpolitikája békés törekvéseinek figyelembevételével alakítani”.)[24]
- július 13. – Spanyolországban baloldali rendőrtisztek meggyilkolják Calvo Sotelo monarchista vezért, ezzel egy időben a kormány elrendeli számos fasiszta személy letartóztatását.[23]
- július 15.
  - Magas rangú szovjet légügyi küldöttség érkezik Csehszlovákiába.
  - A lengyel államelnök az állam vezető személyiségévé nyilvánítja Edward Rydz-Śmigły tábornokot, és kinevezi vezérkari főnökké.[7]
- július 16.
  - Angliában MacMahon nevű személy revolver-merényletet kísérel meg a brit uralkodó ellen.[23]
  - Romániában felbőszült vasgárdista diákok kórházi betegágyán agyonlövik Stelescu vasgárdista vezért, mert árulónak tartják.[23]
- július 17. – Jobboldali katonai lázadás tör ki Spanyolországban Francisco Franco vezetésével, aki hatalmába keríti Marokkót, majd az algecirasi-öbölnél partra száll csapataival és Sevilla ellen indul.[23]
- július 18. – 
  - Megkezdődik a spanyolországi polgárháború a fasiszta lázadók és a demokratikus köztársasághoz hű erők között.[25]
  - Montreux-ben tartott Dardanella-értekezleten török kérésre – feltételekkel – de engedélyezik hadihajók átvonulását a térségben.[23]
- július 20. – Danzig-ban a nemzeti szocialista kormány a szabad állam területén betiltja minden politikai párt működését, a nemzeti szocialista párt kivételével.[26]
- július 23. – Spanyolországban Francisco Franco vezette felkelők ideiglenes kormányt alakítanak.[25]
- július 25. – Franciaországban a jobboldali sajtó élesen támadja a kormányt, mert úgy értesültek hadianyagokat, repülőket akar szállítani a fennálló spanyol kormány megsegítésére.[27]
- július 26. – Az olimpiai láng Bécsbe érkezése alkalmával rendezett ünnepséget osztrák nemzeti szocialista tüntetők zavarták meg, Ausztria azonnali Németországhoz történő csatlakozását követelve.[27]
- július 30. – Franciaországban Léon Blum miniszterelnök a képviselőház külügyi bizottsági ülésén cáfolta, hogy Franciaország bármilyen hadianyag segítséget kívánna adni Spanyolországnak.[27]

### augusztus
- augusztus 1.
  - A berlini olimpia megnyitása. (A faji törvények hatályát átmenetileg korlátozzák.)[1]
  - A spanyol polgárháború során a Francisco Franco vezette falangista lázadók elfoglalják Guadaramát, s Madridot fenyegetik. Ezzel egy időben San Sebastianban, Bilbaóban, Irunban a felkelők körbezárják a kormány-csapatokat. (Oviedoban viszont a kormány-csapatok aratnak győzelmet.)[27]
- augusztus 5. – Görögországban az uralkodóval egyeztetve a Joánisz Metaxász(wd) tábornok vezette kormány, a fokozódó kommunista veszélyre való hivatkozással hatályon kívül helyezi az alkotmányt és bevezeti a diktatúrát.[28]
- augusztus 10. – Spanyolországban a kiszélesedő polgárháború miatt lemond a Giral-kormány, és Indalecio Prieto szociáldemokrata vezető alakít kormányt.[29]
- augusztus 14. – Szovjetunióban letartóztatják Zinovjevet, és Kamenyevet, akik az állítások szerint Sztálin hatalmát akarták megdönteni, visszahozva Trockijt a száműzetésből.[29]
- augusztus 16. – Olasz csapatok szállnak partra Mallorcán, kezdetét veszi a spanyol polgárháborúba történő olasz katonai beavatkozás.
- augusztus 19.
  - Spanyolországban egy falangista kivégzőosztag elfogja és kivégzi Federico García Lorca költőt, s jelöletlen tömegsírba helyezi. (A Franco-rezsim alatt művei be voltak tiltva.)
  - A Szovjetunióban megkezdődik az ún. „16-ok” pere, amely az első nagy nyilvános moszkvai koncepciós per. (A Szakszervezetek Házában megtartott per valamennyi vádlottját halálra ítélik.)[30]
- augusztus 21.
  - Horthy Miklós magyar kormányzó az osztrák kormány meghívására, Tirolba utazik vadászatra, átutazóban tárgyal Bécsben Schuschnigg kancellárral.[29]
  - VIII. Eduárd brit király pihenésekor, Korfu szigetén találkozik György görög királlyal. (A tárgyalások homlokterében a görög demokrácia közelmúltban történt megszűnése áll.)[29]
- augusztus 22. – Horthy Miklós kormányzó látogatást tesz Hitlernél Berchtesgadenben.[31]
- augusztus 24. – Németországban rendelet jelenik meg arról, hogy a kötelező sorkatonai szolgálat idejét egy évről kettőre módosítják.[29]
- augusztus 26.
  - Anglia és Egyiptom barátsági szerződést ír alá, amely rendezi a két ország viszonyát.[29]
  - Hitler meghívására Horthy Miklós kormányzó Berchtesgadenbe érkezik, s tárgyalásokat folytatnak.
- augusztus 29.
  - Magyarország kormányzója Horthy Miklós meglátogatja Wilhelm Miklas osztrák szövetségi elnököt Veldenben.[29]
  - Romániában Tătărescu új kormányt alakít. (Az új külügyminiszter Ion Antonescu lett.)[29]
- augusztus 30. – Olaszországban nagyszabású hadgyakorlat veszi kezdetét, ennek kapcsán Mussolini beszédet mond Avellionóban. (Békéről beszél, majd hozzáteszi Itália néhány óra alatt 8 millió embert tud mozgósítani.)[29]

### szeptember
- szeptember 1. – Magyarországon Gömbös Gyula megkezdi hathetes betegszabadságát. (Ez idő alatt Darányi Kálmán földművelésügyi miniszter helyettesíti.)[32]
- szeptember 2. – Csehszlovákiában az egyesült magyar pártok memorandumot intéznek a kormányhoz, a kisebbségi nyelvhasználat tárgyában.[29]
- szeptember 3.
  - VIII. Eduárd brit király Konstantinápolyba érkezik Mustafa Kemal Atatürk meghívására.[29]
  - Gömbös Gyula magyar miniszterelnök gyógykezelés céljából Münchenbe érkezik.[32]
- szeptember 4.
  - A spanyol polgárháború során Franco vezette felkelők nehéz harcok után elfoglalják Irun városát, a kormány csapataitól.[29]
  - Románia határainak integritása tárgyában kitérő választ ad Hitler a jobboldali román politikus Octavian Goga kérdésére, berlini látogatásakor.[29]
  - Pál jugoszláv régensherceg meghívására Belgrádba érkezik Borisz bolgár cár és kísérete.
- szeptember 7. – Francia-lengyel pénzügyi megállapodást kötnek Párizsban.[29]
- szeptember 8. – Milan Stojadinović jugoszláv miniszterelnök Bukarestben stratégiai egyezséget köt a román üzemanyag-szállítás tárgyában. (Megegyeznek továbbá a turnu-severini Duna-híd felépítésében.)
- szeptember 9. – 
  - Portugáliában a spanyol kormányerők megsegítésére két portugál hadihajó legénysége fellázad, de az átállásra nem kerül sor megadásra kényszerítették a lázadókat.[29]
  - Nürnbergben a nemzeti szocialista párt éves kongresszusán Hitler az olasz példán fellelkesedve, gyarmatokat követel Németországnak.[33]
- szeptember 10. – VIII. Eduárd brit király Budapestre érkezik.
- szeptember 14. – A Kisantant államok pozsonyi értekezletén elhatározzák a három állam fegyverkezésének összehangolását.[34]
- szeptember 18. – A spanyol polgárháború újabb szakasza: a kormány csapatok megkezdik a toledói Alcázarba menekült felkelők elleni ostromot.[34]
- szeptember 20. – Konstantin von Neurath német külügyminiszter Budapestre érkezik külpolitikai egyeztetés végett.[34]
- szeptember 21. – Belgiumban kommunista puccskísérletet hiúsítanak meg. (A nyomozás során Trockij leveleket találnak, s a belga hatóságok úgy vélik ő áll az események háttérben.)[34]
- szeptember 25. – Franciaország egyezményben kötelezi magát pénzügyi rendszerének összehangolására Angliával és az Egyesült Államokkal. (Franciaország pénzügyi rendszere ezzel letér az aranyalapról.)[35]
- szeptember 26.
  - Svájc is letér pénzügyi rendszerében az aranyalapról.[35]
  - Jugoszláviában életbe lép a paraszti adósságok egy részének elengedéséről szóló törvény.[17]
- szeptember 28. – Hollandia kormánya elhatározza, hogy a francia pénzügyi rendszer változása miatt, Hollandia is letér az aranyalapról.[35]
- szeptember 29.
  - Palesztinában a hónapok óta tartó arab zavargások miatt ostromállapotot hirdetnek.[35]
- szeptember 30.
  - Burgos városában a lázadók kikiáltják a spanyol nemzeti államot, Franco tábornokot államfővé nyilvánítják.[35]
  - Életbe lép Magyarországon Kozma Miklós belügyminiszter rendelete, amely betilt minden politikai megmozdulást, utcai gyűlést, tüntetést.

### október
- október 1. – Franciaországban leértékelik a frankot, az aranyalapoktól való leválással összhangban.
- október 5.
  - Borisz cár Bulgáriában egy nyilatkozatában szükségtelennek ítéli a választások kiírását, amely visszalépés nagy felháborodást kelt, mert korábban a demokratikus választások újbóli bevezetését ígérte meg.
  - Olaszország is csatlakozik a francia, brit, amerikai, svájci, holland pénzügyi rendszerhez, ezzel Olaszország pénzügyi rendszere is letér az aranyalapról.
- október 6. – Egy müncheni szanatóriumban, rövid betegséget követően meghal a magyar miniszterelnök Gömbös Gyula.
- október 9. – Másodszor is leértékelik a csehszlovák koronát, új aranyértéke 31,21 mg.[5]
- október 10.
  - Ausztriában a kormány felfüggeszti az összes félkatonai szervezet működését.
  - Magyarországon Horthy Miklós kormányzó Darányi Kálmánt nevezi ki az elhunyt miniszterelnök utódjául.
- október 12.
  - Életbe lép a pénzügyi megegyezés Franciaország, Anglia és az Egyesült Államok között, amely biztosítja a pénznemek állandó árfolyamát.
  - Magyarországon Darányi Kálmán megalakítja kormányát.[36]
- október 19.
  - Észak-Olaszországban, Belluno körzetében hajnalban földrengés pusztít, jelentős károk, sok halott.
  - Hitler nürnbergi beszédében bejelenti a négyéves gazdasági terv indulását. Egy rendelettel Hermann Göring katonai vezetőt, a Német Birodalom második emberét diktátori jogkörrel ruházza fel.[37]
- október 20.
  - Jáva partjainál elsüllyed a Van der Wick nevű személyszállító gőzöshajó. (Számos utast repülőgépeken menekítenek ki, de így is 72 fő az elhunytak száma.)[38]
  - A szlovák néppárt Pöstyénben tartott nagygyűlésén manifesztumot fogadott el, amely élesen szembe helyezkedik a Csehszlovák hivatalos külpolitikával.[39]
- október 22.
  - A magyar képviselőházban Bethlen István nagyszabású beszédet mond, a párt-totalitárius törekvések, s az erőszakosan fellépő szélső-jobboldal ellen, s ezek felszámolását kéri Darányi Kálmántól.[40]
  - Jugoszláviában engedélyezték a korábban betiltott nagybecskereki Magyar Közművelődési Egyesület, és szabadkai Magyar Olvasókör újbóli működését. Ezt Belgrád, a magyar kisebbségeket sújtó intézkedések enyhüléseként értékeli.[39]
- október 24. – Bulgáriában a Cankov-párti miniszterek közül ketten (Mihajkov, Kozuharov) kilépnek a kormányból tiltakozásul az elmaradt választások miatt.
- október 25. – Berlin-Róma-tengely létrejötte a német-olasz egyezmény aláírásával.

### november
- november 1. – Benito Mussolini bejelenti, hogy Olaszország és Németország egyezményt írtak alá, amellyel megalkották Európa „tengelyét”.[41]
- november 6. – Wolfram von Richthofen kiadja a parancsot a német Condor Légió bevetésére Spanyol földön.
- november 7. – Spanyol polgárháború során a Franco vezette erők első egységei benyomulnak Madridba.
- november 9. – Elkeseredett harcok folynak a Manzanares folyó partja mentén a Spanyol polgárháborúban.
- november 13. – Galeazzo Ciano gróf, olasz külügyminiszter Budapestre érkezik viszont látogatásra. (A három napos tárgyalások homlokterében: Magyarország csatlakozása teljes egyetértéssel a „Berlin-Róma tengely”-hez.)[42]
- november 14.
  - Kisantant külügyminiszterei sajtóközleményben adnak hangot aggodalmuknak a „Berlin-Róma tengely”-hez közeledő magyar külpolitika miatt. (Felhívják a figyelmet, az 1930 májusában kötött fegyverkezési jogegyenlőség elvére.)[43]
  - Romániában létrehozzák a Légügyi és Tengerészeti Minisztériumot a polgári és katonai erők összehangolása végett, minisztere Gh. Caranfil.
- november 16. – Szovjetunióban nagyszabású rendőri akció során nagy számú külföldi, elsősorban német állampolgárokat tartóztatnak le. (Sokuk nem kerül elő élve többé.)[44]
- november 18. – Bár még tart a spanyol polgárháború, az ország többségét ellenőrző Franco vezette lázadók kormányát elismerte Olaszország, és Németország. (Az indok, hogy „Spanyolország többi részében semmiféle kormányhatalom nem érvényesül”. Ez valóban nem érvényesül, de épp a lázadókkal való elkeseredett harcok miatt.)[44]
- november 23. – Jugoszláviában a kormány eltörli az elsősorban a magyar kisebbségeket sújtó, ún. „névelemzési” rendszert.[41]
- november 25.
  - Antikomintern paktum létesül Németország és Japán között,[45] Olaszország 1937-ben, Spanyolország 1939-ben csatlakozik hozzá.
  - Megnyílik a VIII. (rendkívüli) kongresszus a Szovjetunióban, amelyen egyebek közt Grúzia, Örményország, és Azerbajdzsán önálló tagként csatlakoznak, az eddigi Kaukázuson túli föderáció helyett a Szovjet szövetségi államhoz.[46]
- november 27. – A magyar kormányzót és feleségét fogadja Vatikánban a pápa.[47]
- november 30. – A legnagyobb szovjet napilap a Pravda emlékeztet vezércikkében Sztálin 1931-es nyilatkozatára, amely szerint büntetik az antiszemitizmust a Szovjetunióban, utalva az európai, s főképp a Németország, és a vele szimpatizáló országokban felerősödő nézetekre.[46]

### december
- december 1. – Romániában az egyesülés napja alkalmából rendezett ünnepségen Tatarescu miniszterelnök kijelenti, hogy „ötmillió mozgósítható katona” kész bármikor megvédelmezni a világháború után létrehozott határokat.[47] Mittelhauser tábornok, az ünnepségen részt vevő francia katonai küldöttség vezetője ugyanakkor elmondja, hogy „Franciaország kész fegyverrel is megvédeni Románia területi egységét”.[48]
- december 3. – Angliában súlyos alkotmányjogi vita robban ki VIII. Eduárd brit király tervezett házassága miatt. (A Baldwin-kormány és az anglikán egyház főpapjai egyaránt ellenzik, hogy a király feleségül vegye a kétszeresen is elvált Simpson kisasszonyt.)[47]
- december 5. – Bevezetik az új alkotmányt a Szovjetunióban.[49] (Legfőbb és kizárólagos törvényhozó testület a Szovjetunió Legfelsőbb Tanácsa lett, elnöke Sztálin. Ezzel a lépéssel törvényi úton megvalósult az egy kézben egyesített hatalom gyakorlása.)
- december 10. – VIII. Eduárd brit király lemond a brit trónról, s később feleségül veszi Mrs Simpsont, lemondó nyilatkozatát lord Halifax olvassa fel a lordok házában. (Az egyetlen brit uralkodó volt, aki önként mondott le a koronáról.)[50]
- december 11. – Edvard Beneš titkos csehszlovák-német megbeszéléseket folytat Joachim von Ribbentrop német külügyminiszter képviselőivel a két ország közti kapcsolatokról.[5]
- december 12. – VI. György kerül a brit trónra, a lemondott király elhagyja Angliát.[51]
- december 12.–25. – A hsziani incidens. (A kínai történelem egyik fontos mozzanata: Csang Kaj-seket, a nacionalista erők generalisszimuszát elfogta saját tábornoka, aki az északnyugat-kínai Hszianban a mandzsúriai erők parancsnoka volt.)[52]
- december 16. – A román parlamentben Pop Ghita nemzeti parasztpárti képviselő Erdély helyzetéről intézett interpellációja során Cuza képviselő hívei helyüket elhagyva súlyosan bántalmazták Ghita-t. A magyar kérdéssel kapcsolatos egészséges vitát ezzel felváltja a nyílt megfélemlítés Romániában.[53]
- december 17. – Romániában magyarellenes sajtóhadjárat indul. (Legdurvább hangnemet a Kolozs megyei Turda című lap üti meg, amely írás egyenesen Szent-Bertalan éjszakájával fenyegetőzik. A kormány tudtával és cenzorainak jóváhagyásával az írást számos vezető román napilap átveszi. A cikkek durva hangon támadják Olaszországot is, mint magyar szövetséges hatalmat.)[54]
- december 18. – Edvard Beneš és Joachim von Ribbentrop képviselőinek második találkozója, ahol megegyeznek egy új államközi szerződés alapelveiről. (Hitler 1937 elején leállítja a további tárgyalásokat.)[5]
- december 22. – A párizsi katolikus egyetemen Prohászka Ottokár emléke előtt tisztelegve, nagyszabású díszelőadást tartanak.[55]
- december 30. – 80 évesen elhunyt Habsburg–Tescheni Frigyes osztrák főherceg, magyar királyi herceg, az Osztrák–Magyar Monarchia haderejének főparancsnoka.

### Határozatlan dátumú események
- március vége–április eleje – A lengyelországi Krakkóban és Lwówban sztrájkok törnek ki, minek hatására fegyveres összetűzésekre kerül sor a rendőrök és a munkások között.[7]
- május eleje – A Német Birodalom hivatalosan először követel gyarmati revíziót.[24]
- május – Krakkóban a sztrájkoló munkások megszállják a Semperit gyárat.[7]
- június – Parasztok tüntetnek a lengyelországi Nowosielce községben.[7]
- december – A magyar kormányzói pár, Horthy Miklós és felesége Olaszországba utazik, ahol fogadja őket III. Viktor Emánuel olasz király és Mussolini.[31]

## Az év témái

### 1936 az irodalomban

#### Magyar irodalom
- Babits Mihály: Ősz és tavasz között c. vers – megjelenik az Újabb versek c. kötetben (1938)
- Gergely Sándor: Dózsa-trilógia – regény
- Illyés Gyula: Petőfi – életrajzi esszé
- Illyés Gyula: Puszták népe – szociográfia
- József Attila: Nagyon fáj, Két hexameter
- Lukács György: Der Historische Roman (Történelmi regény) németországi megjelenés
- Móricz Zsigmond: Betyár – regény
- Németh László: Gyász – regény
- Radnóti Miklós: Járkálj csak, halálraítélt – megjelenik a Meredek út c. verseskötetben (1938)
- Szabó Zoltán: A tardi helyzet – szociográfia
- Tamási Áron: Jégtörő Mátyás – regény
- Veres Péter: Az alföld parasztsága – szociográfia

#### Világirodalom
- Louis Aragon: Úri negyed (Les beaux quartiers) – a Való világ c. regénysorozat 1936-os kötete
- Valentín Beniak: Lunapark – esszé
- Walter Benjamin: A műalkotás a technikai reprodukálhatóság korában (Das Kunstwerk im Zeitalter seiner technischen Reproduzierbarkeit) – filozofikus esszé
- Jean-Richard Bloch: Spanyolország, Spanyolország! (Espagne, Espagne!) – riportkönyv, az első részletes híradás a spanyol véres eseményekről
- Jorge Luis Borges: Az örökkévalóság történetéről (Historia de la eternidad) – esszé
- Karel Čapek: Harc a szalamandrákkal (Válka s mloky) – utópisztikus regény
- Hans Carossa: Az érett élet titkai (Geheimnisse des reifen Lebens) – regény
- Paul Éluard: A termékeny szemek (Les yeux fertiles) – verseskötet
- William Faulkner: Fiam, Absolon! (Absalom, Absalom) – regény
- Lion Feuchtwanger: A hamis Néró (Der falsche Nero) – regény (kulcsregény)
- Federico García Lorca: Bernarda Alba háza (La casa Bernarda Alba) – utolsó drámája. 1945-ben mutatják be Buenos Airesben. Műveit betiltják a Franco-uralom idején
- Graham Greene: Merénylet (A gun for sale) – regény
- Knut Hamsun: A kör bezárult (Ringen sluttet) – regény
- Ernest Hemingway: Francis Macomber rövid boldogsága (The short happy life of Francis Macomber) – elbeszélés
- Ernest Hemingway: A Kilimandzsáró hava (The snows of Kilimanjaro) – elbeszélés
- Aldous Huxley: Vak Sámson (Eyless in Ghaza) – kísérleti regény
- Jarosław Iwaszkiewicz: Nyár Nohant-ban (Leto w. Nohant) – színdarab Frédéric Chopin és George Sand búcsújáról
- Jørgen-Frantz Jacobsen: Færøeri természet és nép (Færøerne Natur og Folk) – szociográfia
- Valentyin Petrovics Katajev: Távolban egy fehér vitorla (Beljejet parusz orgyinokij) – regény
- Fraňo Kráľ: Képeslapok (Pohladnice) – szlovák költő verseskötete
- Klaus Mann: Mefisztó (Mephisto) – regény, Szabó István filmrendező 1981-ben Oscar-díjas filmet forgatott a regényből
- Thomas Mann: József és testvérei című tetralógia III. kötete
- Jacques Maritain: Átfogó humanizmus (Humanisme intégral) – filozofikus esszé
- Margaret Mitchell: Elfújta a szél (Gone with the wind) – bestseller regény
- John Dos Passos: Nagytőke (The big money) – regény
- Octavio Paz: Nem törnek meg! (No pasaran!) – mexikói költő verseskötetének címe utalás spanyol polgárháború jelszavára
- John Boynton Priestley: Eltévedt emberek (They walk in the city) – nagyvárosi regény
- Jan Jacob Slauerhoff: Egy becsületes tengerész-sír (Ean eerlijk zeemansfrag) – regény, a holland író utolsó regénye

### 1936 a légi közlekedésben
- december 17. - London külvárosában lezuhan, a london-amszterdami utasszállító járat egyik repülőgépe. Tizenhét halott. A baleset némiképpen visszaveti a légi közlekedés előretörését.

### 1936 a sportban
- A Hungária (MTK) győz a bajnokságban. A csapat 14. alkalommal végez az élen.
- augusztus 1. – augusztus 16. XI. Nyári olimpiai játékok Berlinben. 49 ország részvételével.
- február 6. – február 16. IV. Téli olimpiai játékokTéli olimpiai játékok Garmisch-Partenkirchenben. 28 ország részvételével.
- Asztalitenisz-világbajnokság Prágában. A magyar csapat egy ezüst- és három bronzérmet nyer.
- Műkorcsolya-világbajnokság Párizsban.
- Műkorcsolya-Európa-bajnokság Berlinben. A Szekrényesy Piroska–Szekrényesy Attila páros bronzérmet nyer.

### 1936 a zenében
- szeptember 7. – Elkészül a Zene húros hangszerekre, ütőkre és cselesztára című Bartók-mű
- Kodály Zoltán: Budavári Te Deum

## Születések
- január 10.
  - Mécs Károly, kétszeres Kossuth-díjas magyar színész, a nemzet művésze († 2025)
  - Robert Woodrow Wilson, Nobel-díjas amerikai fizikus
- január 21. – Csurka László, Jászai Mari-díjas magyar színész, érdemes és kiváló művész († 2020)
- január 26. – Oberfrank Géza, Liszt Ferenc-díjas magyar karmester († 2015)
- január 27.
  - Samuel C. C. Ting, kínai-amerikai fizikus, aki 1976-ban kapott Nobel-díjat Burton Richterrel a J/ψ-részecske nevű szubatomi részecske felfedezéséért
  - Florin Piersic, román színész
- január 28. – Ismail Kadare, albán író, költő († 2024)
- február 1. – Tuncel Kurtiz török színész († 2013)
- február 11. – Burt Reynolds, amerikai színész, rendező, producer († 2018)
- február 12. – Baboss Csaba, egyetemi tanár
- február 14.
  - Kézdy György, Jászai Mari-díjas magyar színész († 2013)
  - Sztankay István, Kossuth-díjas magyar színművész, rendező, a nemzet színésze († 2014)
- február 22. – Bodor Ádám, Kossuth-díjas erdélyi magyar író, a nemzet művésze
- február 23. – Dr. Tersztyánszky Ödönné dr. Vasadi Éva, az első női alkotmánybíró
- március 9. – Dömölky Lídia, olimpiai bajnok magyar vívó, a nemzet sportolója
- március 17. – Jiří Grygar, német származású cseh csillagász
- március 28.
  - Mario Vargas Llosa, Nobel-díjas perui író, esszéista, újságíró, irodalomkritikus († 2025)[56]
  - Fekete Győr István magyar zenetanár, zeneszerző († 2024)
- március 29. – Franco Ukmar olasz színész, kaszkadőr († 2016)
- április 2. – Csukás István, Kossuth-díjas magyar író, a nemzet művésze († 2020)
- április 4. – Renato Alberti, olasz labdarúgó († 2022)
- április 23. – Roy Orbison, amerikai pop-énekes († 1988)
- május 2. – Mendelényi Tamás, olimpiai bajnok kardvívó († 1999)
- május 3. – Szilágyi János magyar újságíró, riporter, műsorvezető
- május 5. – Lázár Ervin, Kossuth-díjas magyar író († 2006)
- május 9. – Glenda Jackson, kétszeres Oscar-díjas angol színésznő, politikus († 2023)
- május 12. – Guillermo Endara(wd) panamai jogász, katonatiszt, elnök, diktátor († 2009)
- május 17. – Dennis Hopper, amerikai színész († 2010)
- május 20. – Orbán Ottó, Kossuth-díjas magyar költő, esszéíró, műfordító († 2002)
- május 21. – Günter Blobel Fiziológiai és orvostudományi Nobel-díjas német-amerikai biológus († 2018)
- május 25. – Kóczián Éva, világbajnok magyar asztaliteniszező
- május 28. – Marik Miklós, magyar csillagász († 1998)
- június 15. – Claude Brasseur (er. Claude Espinasse) francia színész, sportoló († 2020)
- június 19. – Bács Ferenc, Kossuth-díjas magyar színész († 2019)
- június 22. – Kris Kristofferson, amerikai színész, énekes († 2024)
- július 2. – Hofi Géza, Kossuth-díjas előadóművész († 2002)
- július 11. – Molnár Gál Péter, író, kritikus († 2011)
- július 18.
  - Lehoczky Zsuzsa Kossuth-díjas magyar színésznő, a nemzet színésze
  - Szabó Zoltán művészettörténész, festőművész, pap († 2022)
- július 19. – Mészáros Zoltán entomológus, kaktuszkutató († 2017)
- július 31. – Mátis Lajos magyar építész († 2011)
- augusztus 14. – Ben Carruthers amerikai színész († 1983)
- augusztus 17. – Róna Viktor, Kossuth-díjas magyar balettművész († 1994)
- augusztus 18. – Robert Redford, Oscar-díjas amerikai színész, rendező
- szeptember 2.
  - Andrew Grove (Gróf András), az Intel társalapítója († 2016)
  - Krajczár Károly magyar népmesegyűjtő († 2018)
- szeptember 7. – Buddy Holly, (eredeti nevén: Charles Hardin Holley) amerikai rock'n'roll énekes († 1959)
- szeptember 10. – Fülöp Mihály, kétszeres világbajnok magyar tőrvívó († 2006)
- szeptember 24. – Pásztor Erzsi, Kossuth-díjas magyar színésznő
- szeptember 29. – Silvio Berlusconi olasz üzletember, politikus, miniszterelnök († 2023)
- október 5. – Václav Havel, cseh író, politikus, Csehszlovákia, majd Csehország elnöke († 2011)
- október 10. – Gerhard Ertl német fizikus és Professzor Emeritus a Max-Planck-Intézet fizikai kémia tanszékén
- október 13. – Christine Nöstlinger, osztrák írónő († 2018)
- október 22. – Török Ferenc, Kossuth-díjas magyar építész, egyetemi tanár, a nemzet művésze († 2021)
- október 26. – Romsics László, Széchenyi-díjas magyar orvos, belgyógyász, az MTA rendes tagja († 2011)
- november 3. – Marosi Paula, olimpiai bajnok magyar vívó († 2022)
- november 5. – Uwe Seeler, német labdarúgó († 2022)
- november 6. – Csűrös Karola, magyar színésznő, érdemes művész († 2021)
- november 8. – Virna Lisi, olasz színésznő († 2014)
- november 19. – Ljubiša Samardžić, szerb színész, rendező. († 2017)
- december 1. – Müller Péter, Kossuth- és József Attila-díjas magyar író, dramaturg, forgatókönyvíró
- december 4. – Beluszky Pál Széchenyi-díjas magyar geográfus, regionalista, egyetemi tanár († 2022)
- december 8. – David Carradine, amerikai színész († 2009)
- december 12. – Balázs Jolán, kétszeres olimpiai bajnok magyar származású román magasugró († 2016)
- december 16. – Karády Viktor franciaországi magyar szociológus, társadalomtörténész, az MTA tagja
- december 17. – Ferenc pápa († 2025)
- december 22.
  - Héctor Elizondo, amerikai színész
  - James Burke, brit tudománytörténész, televíziós dokumentumfilm-készítő
- december 22. – Beke Kata, magyar politikus († 2009)
- december 31. – Vizi E. Szilveszter, kétszeres Széchenyi-díjas magyar akadémikus, a Magyar Tudományos Akadémia elnöke

## Halálozások
- január 18. – Rudyard Kipling angol író és költő (* 1865)
- január 19. – Borsos István József rajztanár, festő- és szobrászművész (* 1904)
- február 27. – Ivan Petrovics Pavlov Nobel-díjas orosz orvos, fiziológus (* 1849)
- április 8. – Bárány Róbert, magyar-osztrák származású Nobel-díjas svéd orvos, egyetemi tanár (* 1876)
- április 18. – Ottorino Respighi olasz zeneszerző (* 1879)
- április 21. – Baditz Ottó festőművész (* 1849)
- június 14. – Makszim Gorkij, orosz író (* 1868)
- augusztus 19. – Federico García Lorca, spanyol költő, drámaíró (* 1898)
- szeptember 1. – Frommer Rudolf, gépészmérnök, feltaláló (* 1868)
- szeptember 7. – Grossmann Marcell, matematikus (* 1878)
- szeptember 24. – Klekl József magyarországi szlovén író (nem tévesztendő össze Klekl József politikussal) (* 1879)
- szeptember 30.
  - Balló Ede festőművész (* 1859)
  - Ilosvay Lajos, kémikus (* 1851)
- október 6. – Gömbös Gyula, katonatiszt, politikus (* 1886)
- október 17. – Baros Gyula, irodalomtörténész, az MTA tagja (* 1876)
- november 3. – Kosztolányi Dezső író[57] (* 1885)
- november 8. – Luttár Miklós tanító, író, fordító (* 1851)
- november 17. – Madame Ernestine Schumann-Heink, német operaénekesnő (* 1861)
- november 20. – José Antonio Primo de Rivera, spanyol politikus, a Falange alapítója (kivégezték) (* 1903)
- november 25. – Tóth Lajos, akadémikus, a magyar magánjog professzora (* 1876)
- december 10. – Luigi Pirandello, olasz drámaíró, novellista (* 1867)
- december 18. – Andrija Mohorovičić horvát meteorológus, geofizikus (* 1857)
- december 30. – Habsburg–Tescheni Frigyes főherceg osztrák főherceg, magyar királyi herceg, Teschen hercege, császári és királyi tábornagy, 1914–1917-ig az Osztrák–Magyar Monarchia haderejének főparancsnoka (* 1856)

## Nobel-díjasok
- A Nobel-díjat a svéd Alfred Nobel alapította, 1901 óta adják át, melyet a Svéd Királyi Tudományos Akadémia ítél oda a tudomány, az irodalom és humanitárius területen kimagasló eredményt elért magánszemélyeknek, illetve intézményeknek.

| Fizikai            | Victor Franz Hess, Carl David Anderson |
| Kémiai             | Peter Debye                            |
| Orvosi-fiziológiai | Sir Henry Hallett Dale, Otto Loewi     |
| Irodalmi           | Eugene O’Neill                         |
| Béke               | Carlos Saavedra Lamas                  |